# Steve Holmes
Steve Holmes, pseudonimo di Christian Christof (Sibiu, 23 marzo 1961), è un attore pornografico e regista pornografico rumeno naturalizzato tedesco.

## Biografia
Nel 1968, la famiglia di Holmes si stabilì per un certo periodo in Bulgaria e poi a İstanbul.
Nel 1996 intraprese la sua carriera nel cinema a luci rosse, recitando in alcuni film porno tedeschi anche con i nomi di Kris Cristof e Chris Long. Solo successivamente ha scelto Steve Holmes su suggerimento di Gabriel Zero, il cugino di Rocco Siffredi, poiché per la sua statura e dimensione ricordava John Holmes.
Dal 2002, Holmes iniziò per ragioni di lavoro a risiedere alternativamente sia a Los Angeles sia a Budapest, città nelle quali continua proficuamente a esercitare la carriera di porno attore. Nel 2003 si cimentò nella regia, dirigendo il suo primo film pornografico.
Fino a oggi Holmes ha conseguito dodici premi AVN Award, tra cui quello di "Migliore Porno Star Straniera dell'anno". Altri numerosi riconoscimenti sono stati a lui attribuiti durante le più importanti fiere del settore a Barcellona, Belgrado, Berlino, Bruxelles e Las Vegas ed è, inoltre, stato inserito nel 2017 nella Hall of Fame dagli AVN Awards.
Nel 2020 ha lanciato il proprio sito mettendo a disposizione degli utenti gratuitamente le oltre 3 000 scene girate in carriera.

## Vita privata
Steve Holmes e la collega Princess Donna sono stati arrestati in Spagna mentre giravano una scena all'aperto per oltraggio alla pubblica moralità. Nel 2017 ha raccontato di esser sposato da 26 anni e che aveva chiesto il permesso alla moglie per entrare nell'industria pornografica.

## Riconoscimenti
- AVN Awards
  - 2004 – Best Sex Scene In A Foreign Shot Production per Katsumi's Affair con Katsumi[5]
  - 2005 – Male Foreign Performer Of The Year[6]
  - 2006 – Male Foreign Performer Of The Year[7]
  - 2007 – Best Sex Scene In A Foreign Shot Production per Outnumbered 4 con Sandra Romain, Isabel Ice, Dora Venter, Cathy, Karina, Nicol, Puma Black, Erik Everhard e Robert Rosenberg[8]
  - 2011 – Best Sex Scene in a Foreign-Shot Production per Tori Black: Nymphomaniac con Tori Black e Jazz Duro[9]
  - 2017 – Hall of Fame - Video Branch[10]
  - 2020 – Best Gangbang Sex Scene per Angela White: Dark Side con Angela White, Markus Dupree, Mick Blue, Prince Yahshua, Jon Jon, John Strong, Robby Echo, Eric John, Rob Piper, Mr. Pete e Eddie Jaye[11]
  - 2021 – Best Double - Penetration Sex Scene per The Insatiable Emily Willis con Emily Willis e Mick Blue[12]
  - 2021 – Most Outrageous Sex Scene per Move Over, Linda Blair con Julia Ann e Victoria Voxxx[13]
- XBIZ Awards
  - 2018 – Foreign Male Performer Of The Year[14]
  - 2019 – Foreign Male Performer Of The Year[15]
- XRCO Award
  - 2003 – Unsung Swordsman[16]
  - 2003 – Best 3-Way Scene per Mason's Dirty Tricks con Julie Night e Manuel Ferrara[16]
  - 2019 – Hall of Fame[17]

## Filmografia

### Attore
- Fantastic Lady (1996)
- Augenblick 2 (1997)
- Bose Madchen 5 (1997)
- Bose Madchen 6 (1997)
- Bose Madchen 7 (1997)
- Call Girl (1997)
- Euro Mania 2: Wet Stuff (1997)
- European Cuntinent 1 (1997)
- MSS. Wild Orchid (1997)
- No Limit (1997)
- Sexual Tornado (1997)
- Spann-O-Mann: Die Lust-Pur-Tour (1997)
- Teenie Tours (1997)
- Very British (1997)
- 00Sex: Es ist niemals zu spat (1998)
- Analyzer (1998)
- Assman 6 (1998)
- Assman 7 (1998)
- Blasschule (1998)
- Bose Madchen 10 (1998)
- Debauchery 2 (1998)
- Deep Sensation (1998)
- Der junge Casanova (1998)
- Dr. F. Otze 1 (1998)
- Dr. F. Otze 2 (1998)
- Dr. F. Otze 3 (1998)
- Dr. F. Otze 4 (1998)
- Dr. F. Otze 5 (1998)
- Dr. F. Otze 6 (1998)
- Electric Women (1998)
- Ero: Extrem Magazin 5 (1998)
- Fickness Studio (1998)
- Fotzen-Tuning (1998)
- Frau Doktor Arztin aus Leidenschaft (1998)
- Hotsex 15: Pulp Fixion (1998)
- Im Puff auf St. Pauli 1 (1998)
- Im Puff auf St. Pauli 2 (1998)
- Jeannie (1998)
- Patin (1998)
- Politesse (1998)
- Polizei Akademie (1998)
- Ragazze scandalose in Costa Esmeralda (1998)
- Rocco Ravishes Prague 1 (1998)
- Rotlicht: Strassenstrich (1998)
- Sekte (1998)
- Skandal im Madcheninternat (1998)
- Super-Highlights der Rauch Sisters (1998)
- Total versaute Familie (1998)
- Turkische Anal Parade (1998)
- 00Sex: Im Auge des Orkans (1999)
- Anales Casting 1 (1999)
- Anales Casting 2 (1999)
- Anales Casting 3 (1999)
- Anales Casting 4 (1999)
- Anales Casting 5 (1999)
- Anales Casting 6 (1999)
- Anales Casting 7 (1999)
- Arschbohrer-Seminar (1999)
- Boss (1999)
- Brandy schluckt am tiefsten (1999)
- Clan 1 (1999)
- Clan 2 (1999)
- Clan 3 (1999)
- Cum Covered 1 (1999)
- Cum Covered 2 (1999)
- Dangerous Woman (1999)
- Das kleine Arschloch 1 (1999)
- Das kleine Arschloch 2 (1999)
- Debauchery 3 (1999)
- Debauchery 4 (1999)
- Duett im Bett (1999)
- Durchgehend geoffnet (1999)
- Durchtrieben und gemein (1999)
- Euro Angels Hardball 4: Fuck Fetishes (1999)
- European Cuntinent 5 (1999)
- Falle (1999)
- Ferkel 1 (1999)
- Ferkel 2 (1999)
- Ferkel 3 (1999)
- Girls of Prague (1999)
- Handy Katzen (1999)
- Hochzeit pervers (1999)
- Konsul 2 (1999)
- Meine versaute Zwillingsschwester (1999)
- Paziente Insaziabile (1999)
- Penetrating the East 4: Pickin' Up the Czech (1999)
- Pretty Women (1999)
- Private XXX 6 (1999)
- Rocco's True Anal Stories 5 (1999)
- Sex Sliders (1999)
- Sexopoly (1999)
- Sexopoly 2 (1999)
- Sex-Therapie (1999)
- Uromania 1 (1999)
- Uromania 3 (1999)
- Via Montenapoleone hard core (1999)
- Weltklasse Ärsche 1 (1999)
- Weltklasse Arsche 2 (1999)
- Weltklasse Ärsche 3 (1999)
- 2000 Degrees (2000)
- Angequatscht und durchgefickt (2000)
- Assman 15 (2000)
- Back Doors of Prague 2 (2000)
- Bose Madchen 16 (2000)
- Challenge (2000)
- Czech Xtreme 1 (2000)
- Erica (2000)
- Explosiv (2000)
- Geil mit 40 3 (2000)
- Gothix (2000)
- Internat (2000)
- Kuhles Leder starke Ketten dominante Huren (2000)
- Macho-Macker (2000)
- Matador 8: Anal Revenge (2000)
- Natural Wonders of the World 10 (2000)
- Nonstop Peep-Show (2000)
- Orgasmusschule (2000)
- Private XXX 12: Sex, Lust And Video-tapes (2000)
- Private XXX 8 (2000)
- Rocco: Animal Trainer 3 (2000)
- Sanatorium (2000)
- Schone Bescherung (2000)
- Supergirl: Titten aus Stahl (2000)
- Uromania 5 (2000)
- Versaute Anwaltin (2000)
- Virgin Territory 8 (2000)
- Weltklasse Arsche 4 (2000)
- Weltklasse Ärsche 5 (2000)
- Anales Casting 9 (2001)
- Assman 19 (2001)
- Back Doors of Prague 1 (2001)
- Big Natural Tits 4 (2001)
- Black Label 19: Eternal Love (2001)
- Black Label 21: Lust Tango In Paris (2001)
- Car Napping (2001)
- Christoph's Beautiful Girls 3 (2001)
- Debauchery 11 (2001)
- Desert Camp Sex Exchange (2001)
- Euro Angels Hardball 15: House of Ass (2001)
- Indiana Mack 2: Sex in the Desert (2001)
- Intrigue and Pleasure (2001)
- Kelly in Ekstase (2001)
- Kiss 'n Tell (2001)
- Kuken 8 (2001)
- Matador 10: Motor Sex Free-riders (2001)
- Matador 12: Avalanche 2 (2001)
- Matador 13: Cock O'Neal (2001)
- Matador 14: Anal Psycho-analysis (2001)
- Misty Rain's Worldwide Sex 4: Sexo En Barcelona (2001)
- Over Anal-yzed (2001)
- Pension pervers (2001)
- Pikantes Geschenk (2001)
- Pirate Deluxe 14: Splendor Of Hell (2001)
- Pirate Deluxe 16: Fetish Obsession (2001)
- Pirate Fetish Machine 1: Colette's Kinky Desires (2001)
- Private Life of Nikki Anderson (2001)
- Private Reality 1: Sexy Temptation (2001)
- Private Reality 2: Pure Pleasure (2001)
- Private Reality 3: From Behind is OK (2001)
- Private Reality 4: Just Do it to Me (2001)
- Private XXX 13: Sexual Heat (2001)
- Private XXX 14: Cum With Me (2001)
- Private XXX 15: Total Desire (2001)
- Pulp (2001)
- Quickies Die schnelle Nummer 1 (2001)
- Quickies Die schnelle Nummer 2 (2001)
- Restitution (2001)
- Rocco: Animal Trainer 8 (2001)
- Totally Fucked Girls (2001)
- Virtualia 5: Dark Side 3 (2001)
- Wildkatzen 1 (2001)
- Winner Takes All (2001)
- Without Limits 2 (2001)
- 110% Natural 2 (2002)
- 110% Natural 3 (2002)
- 110% Natural 4 (2002)
- 18 and Nasty 27 (2002)
- 18 and Nasty 28 (2002)
- 18 and Nasty 30 (2002)
- 18 and Nasty 31 (2002)
- 18 and Nasty 33 (2002)
- 7 The Hardway 1 (2002)
- Acid Dreams (2002)
- All Wrapped Up In Life (2002)
- Amateur Angels 7 (2002)
- Anal Intensive 1 (2002)
- Asian Divas 1 (2002)
- Asian Divas 2 (2002)
- Assman 20 (2002)
- Assman 21 (2002)
- Assman 22 (2002)
- Barely Legal 33 (2002)
- Big Bottom Sadie (2002)
- Black Label 27: Love Story (2002)
- Born to be Buttwoman (2002)
- Cheerleader Diaries 6 (2002)
- Christoph's Beautiful Girls 4 (2002)
- Christoph's Beautiful Girls 5 (2002)
- Christoph's Beautiful Girls 7 (2002)
- Clusterfuck 1 (2002)
- Cum Drippers 3 (2002)
- Cum Swapping Sluts 2 (2002)
- D.N.A. (2002)
- Debauchery 12 (2002)
- Debauchery 13 (2002)
- Debauchery 14 (2002)
- Don't Tell Mommy 2 (2002)
- DP's and Orgies 2 (2002)
- Dripping Wet Sex 5 (2002)
- Duchess (2002)
- Euro Angels Hardball 16: Anal Training (2002)
- Euro Angels Hardball 17: Anal Savants (2002)
- Fill Her Up 1 (2002)
- Fresh Butts And Natural Tits 3 (2002)
- Funny Boners 1 (2002)
- Gallery of Sin 5 (2002)
- Group Thing 1 (2002)
- Group Thing 2 (2002)
- Gutter Mouths 27 (2002)
- Hannah Harper AKA Filthy Whore (2002)
- Heist 2 (2002)
- Hot Rods (2002)
- Hustler XXX 12 (2002)
- Hustler XXX 13 (2002)
- Kelly Kickass Show (2002)
- Lady Fellatio 2 (2002)
- Mason's Dirty TriXXX 2 (2002)
- Matador 15: Sex Tapes (2002)
- Mein Tagebuch: Die intimen Geheimnisse eines Teenagers (2002)
- Melanie Jagger AKA Filthy Whore (2002)
- Merger (2002)
- Mr. Beaver Checks In 12 (2002)
- My Thick Black Ass 5 (2002)
- Nacho: Latin Psycho 2 (2002)
- Natural Wonders of the World 21 (2002)
- Nosferatu (2002)
- Nymph Fever 7 (2002)
- Orgy World: The Next Level 1 (2002)
- Orgy World: The Next Level 2 (2002)
- Orgy World: The Next Level 3 (2002)
- Perverted Stories 36 (2002)
- Pirate Fetish Machine 5: Sex in a Frame (2002)
- Pirate Fetish Machine 6: Funky Fetish Horror Show (2002)
- Pirate Fetish Machine 8: Fetish Academy (2002)
- Porno-Report (2002)
- Princess Whore 2 (2002)
- Private Black Label 23: Guns And Rough Sex (2002)
- Private Black Label 25: Love Is In The Web (2002)
- Private Gladiator 1 (2002)
- Private Gladiator 2: In The City Of Lust (2002)
- Private Gladiator 3: The Sexual Conquest (2002)
- Private Life of Claudia Ricci (2002)
- Private Orgies (2002)
- Private Reality 10: Ladder Of Love (2002)
- Private Reality 12: Dangerous Girls (2002)
- Private Reality 5: Click Here To Enter (2002)
- Private Reality 7: Wild Adventures (2002)
- Private Reality 8: Summer Love (2002)
- Private Reality 9: Do Not Disturb (2002)
- Private Xtreme 1: Bacchanal (2002)
- Private Xtreme 3: 18 Birthday Presents (2002)
- Pussyman's Face Sitting Fanatics 3 (2002)
- Rain Coater's Point of View 1 (2002)
- Rocco's Ass Collector (2002)
- Romantic Movie? (2002)
- Screw My Husband Please 3 (2002)
- Screw My Wife Please 29 (And Turn Her Inside Out) (2002)
- She's So Anal (2002)
- Slutwoman XXXposed (2002)
- Sodomania 39 (2002)
- Squirting Illustrated 6 (2002)
- Straight to the A 3 (2002)
- Strano Natale di Mastrociccio (2002)
- Swallow My Pride 1 (2002)
- Swallow My Pride 2 (2002)
- Teacher's Pet 2 (2002)
- Teacher's Pet 3 (2002)
- Throat Gaggers 2 (2002)
- Tutto in una notte (2002)
- Two In The Seat 1 (2002)
- Two In The Seat 2 (2002)
- V-eight 5 (2002)
- Verdammt zur Sunde (2002)
- Virtualia 6: Lost In Sex (2002)
- Wet Latex Dreams 1 (2002)
- White Dicks Black Chicks 1 (2002)
- World Class Ass 2 (2002)
- XXX Road Trip 1 (2002)
- XXX Road Trip 2 (2002)
- XXX Road Trip 3 (2002)
- YA 26 (2002)
- YA 27 (2002)
- Young Ripe Mellons 1 (2002)
- 1 in the Pink 1 in the Stink 1 (2003)
- 100% Blowjobs 15 (2003)
- 2 Dicks in 1 Chick 2 (2003)
- 2 Dicks in 1 Chick 3 (2003)
- 2 Dicks in 1 Chick 5 (2003)
- 2 on 1 15 (2003)
- 7 The Hardway 2 (2003)
- A2M 2 (2003)
- Alexis Unleashed (2003)
- American Ass 1 (2003)
- Anal Addicts 12 (2003)
- Anal Addicts 14: Haunted House (2003)
- Anal Destruction Of Olivia Saint (2003)
- Anal Divas In Latex 1 (2003)
- Anal Divas In Latex 2 (2003)
- Anal Driller 1 (2003)
- Anal Driller 2 (2003)
- Anal Expedition 1 (2003)
- Anal Expedition 2 (2003)
- Anal Instinct 1 (2003)
- Anal Thrills 1 (2003)
- Art Of Ass 1 (2003)
- Ass Cleavage 1 (2003)
- Ass Cream Pies 2 (2003)
- Ass Freaks 1 (2003)
- Ass Pounders 1 (2003)
- Ass Worship 4 (2003)
- Assman 24 (2003)
- ATM Machine 3 (2003)
- Babes In Pornland 14: Bubble Butt Babes (2003)
- Babes In Pornland 15: British Babes (2003)
- Babes In Pornland 20: New Babes (2003)
- Babysitter 15 (2003)
- Balls Deep 7 (2003)
- Bark Like A Dog (2003)
- Behind The Mask (2003)
- Bell Bottoms 1 (2003)
- Bend Over and Say Ahh 5 (2003)
- Big Natural Tits 8 (2003)
- Black Bad Girls 14 (2003)
- Boobs A Poppin' 2 (2003)
- Butt Gallery 1 (2003)
- Buttman's Anal Show 4 (2003)
- Campus Confessions 6 (2003)
- Christoph's Beautiful Girls 11 (2003)
- Christoph's Beautiful Girls 9 (2003)
- Crack Her Jack 2 (2003)
- Cum Drippers 4 (2003)
- Cum Drippers 5 (2003)
- Cum Dumpsters 2 (2003)
- Cum In My Ass Not In My Mouth 1 (2003)
- Cum In My Ass Not In My Mouth 2 (2003)
- Cum Swapping Sluts 6 (2003)
- Cumstains 1 (2003)
- Czechmate (2003)
- Dangerous Lives Of Blondes (2003)
- Dangerous Lives Of Blondes 2 (2003)
- Dirty Dancers The Movie (2003)
- Don't Tell Mommy 3 (2003)
- Double Anal Explosion (2003)
- Double Anal Plugged 1 (2003)
- Double Stuffed 1 (2003)
- Down The Hatch 11 (2003)
- E-love Wanted (2003)
- Erotica XXX 3 (2003)
- Erotica XXX 5 (2003)
- Euro Angels Hardball 20: DP Mania (2003)
- Euro Angels Hardball 21: Super Hard (2003)
- Euro Angels Hardball 22: Super Hard Sex (2003)
- Euro Girls Never Say No 1 (2003)
- Euro Girls Never Say No 2 (2003)
- Euro Girls Never Say No 3 (2003)
- Euroglam 3 (2003)
- Fast Cars (2003)
- Feeling Black 1 (2003)
- Feeling Black 2 (2003)
- Fetish 3: I Know Your Dreams (2003)
- Fetish Circus (2003)
- Flesh Hunter 4 (2003)
- Flesh Hunter 5 (2003)
- Fresh Meat 16 (2003)
- Full Anal Access 1 (2003)
- Full Anal Access 2 (2003)
- Full Anal Access 3 (2003)
- Gangbang Auditions 10 (2003)
- Girlgasms 1 (2003)
- Girlvert 3 (2003)
- Girlvert 4 (2003)
- Girlvert 5 (2003)
- Give Me Gape 1 (2003)
- Good Source Of Iron 1 (2003)
- Grand Theft Anal 1 (2003)
- Group Thing 3 (2003)
- Hardcore Training 4 (2003)
- Harder Faster 3 (2003)
- Heavy Handfuls 3 (2003)
- Hot And Spicy Latin Ass 1 (2003)
- Hustler Casting Couch 2 (2003)
- I Got The Biggest Tits! Wet T-shirt Contest 1 (2003)
- I Love 'em Natural 1 (2003)
- I Love It Rough 1 (2003)
- I'm Your Slut 1 (2003)
- I'm Your Slut 2 (2003)
- Incumming 1 (2003)
- Intensities In 10 Cities 1 (2003)
- Jodie Moore Explains The Universe (2003)
- Just Anal Sex 2 (2003)
- Katsumi's Affair (2003)
- Lewd Conduct 18 (2003)
- Lingerie 1 (2003)
- Lingerie 2 (2003)
- Look What's Up My Ass 1 (2003)
- Look What's Up My Ass 2 (2003)
- Me Luv U Long Time 2 (2003)
- Me Luv U Long Time 4 (2003)
- Miserie e Nobiltà (2003)
- Monique's Sexaholics 3 (2003)
- Mr. Beaver Checks In 18 (2003)
- Naughty Little Nymphos 12 (2003)
- Nikita Denise AKA Filthy Whore 2 (2003)
- No Cum Dodging Allowed 2 (2003)
- No Swallowing Allowed 1 (2003)
- Nurses Behind Bars (2003)
- Nurses Escape (2003)
- One on One 1 (2003)
- Orgy World: The Next Level 5 (2003)
- Outnumbered 1 (2003)
- Outnumbered 2 (2003)
- Pirate Fetish Machine 9: No Job No Blow (2003)
- Private Life of Dora Venter (2003)
- Private Life of Michelle Wild (2003)
- Private Life of Rita Faltoyano (2003)
- Private Reality 14: Girls of Desire (2003)
- Private Reality 15: Never Say No (2003)
- Private Reality 16: More Than Sex (2003)
- Private Reality 17: Anal Desires (2003)
- Pull My Hair And Call Me Stupid 2 (2003)
- Pussy Foot'n 6 (2003)
- Pussy is Not Enough (2003)
- Pussy is Not Enough 2 (2003)
- Salieri Erotic Stories 1 (2003)
- Salieri Erotic Stories 3 (2003)
- Search and Destroy 3 (2003)
- Sex And Guns (2003)
- Slave Dolls 1 (2003)
- South of the Border 1 (2003)
- Sport Fucking 1 (2003)
- Sport Fucking 2 (2003)
- Swallow My Pride 3 (2003)
- Tails Of Perversity 9 (2003)
- Teen Perversion 4 (2003)
- Teens Revealed 1 (2003)
- Teens Revealed 3 (2003)
- Ten Little Piggies 2 (2003)
- Tournante 1 (2003)
- Two In The Seat 3 (2003)
- Ultimate Asses 2 (2003)
- Un-natural Sex 10 (2003)
- Un-natural Sex 11 (2003)
- Un-natural Sex 9 (2003)
- Visitor (2003)
- Voyeur 25 (2003)
- What I Really Wanna Do is Direct (2003)
- Whore Hunters (2003)
- Wild On Sex 1 (2003)
- World Sex Tour 28 (2003)
- YA 29 (2003)
- YA 30 (2003)
- Young Natural Breasts 2 (2003)
- Young Pink 2 (2003)
- Young Sluts, Inc. 10 (2003)
- Young Sluts, Inc. 12 (2003)
- Young Sluts, Inc. 15 (2003)
- Young Tight Latinas 3 (2003)
- Young Tight Latinas 4 (2003)
- 1 Night in China (2004)
- 110% Natural 6 (2004)
- 2 Dicks in 1 Chick 7 (2004)
- 2 on 1 17 (2004)
- 2 Pricks And A Chick (2004)
- 4-Way Whores (2004)
- A2M 3 (2004)
- Altered Assholes 2 (2004)
- Anal Cum Addicts (2004)
- Anal Demolition (2004)
- Anal Driller 3 (2004)
- Anal Driller 4 (2004)
- Anal Expedition 3 (2004)
- Anal Expedition 4 (2004)
- Anal Expedition 5 (2004)
- Anal Romance 1 (2004)
- Anal Thrills 2 (2004)
- Analize This (2004)
- Apprentass 1 (2004)
- Art Of Ass 2 (2004)
- Ass 2 Mouth 2 (2004)
- Ass Obsessed 3 (2004)
- Ass Pounders 2 (2004)
- Ass Wreckage 1 (2004)
- Ass Wreckage 2 (2004)
- Assault That Ass 4 (2004)
- Assentials (2004)
- Assman 26 (2004)
- Attack of the 15" Cocks (2004)
- Backdoor Driller (2004)
- Big Cock Seductions 10 (2004)
- Big Cock Seductions 13 (2004)
- Bottoms Up 1 (2004)
- Breakin' 'Em In 7 (2004)
- Bring 'um Young 15 (2004)
- Campus Confessions 9: Little Secrets (2004)
- Craving Big Cocks 1 (2004)
- Craving Big Cocks 2 (2004)
- Cum Drippers 6 (2004)
- Cum Filled Asshole Overload 1 (2004)
- Cum Guzzlers 1 (2004)
- Cum Guzzlers 2 (2004)
- Cum In My Ass Not In My Mouth 3 (2004)
- Cum Stained Casting Couch 1 (2004)
- Dear Whore 4 (2004)
- Deep Cheeks 10 (2004)
- Delusions (2004)
- Double Impact 2 (2004)
- Double Or Nothing (2004)
- Double Stuffed 3 (2004)
- Double Stuffed 4 (2004)
- Double Vag 1 (2004)
- Down The Hatch 12 (2004)
- Dual Invasion 1 (2004)
- Elastic Assholes 1 (2004)
- Elastic Assholes 2 (2004)
- Epic Global Orgies (2004)
- Erotica XXX 6 (2004)
- Feeling Black 4 (2004)
- Fresh Meat 18 (2004)
- Fresh New Faces 3 (2004)
- Fuck Dolls 2 (2004)
- Fully Loaded 1 (2004)
- Gangbang Auditions 12 (2004)
- Gangbang Auditions 13 (2004)
- Gazongas 1 (2004)
- Goo Swallowers (2004)
- Good Source Of Iron 3 (2004)
- Good Source Of Iron 4 (2004)
- Greased Lightning (2004)
- Haley Paige AKA Filthy Whore (2004)
- Hustler Casting Couch 3 (2004)
- Incumming 2 (2004)
- Incumming 3 (2004)
- Initiations 15 (2004)
- Jonni Darkko's Anal Perversions 3 (2004)
- Just Over Eighteen 10 (2004)
- Lipstick and Lingerie 1 (2004)
- Look What's Up My Ass 3 (2004)
- Look What's Up My Ass 4 (2004)
- Love Sucks (2004)
- Mayhem Massacre (2004)
- Meat Grinders (2004)
- Mika Tan AKA Filthy Whore (2004)
- Nasty Hardcore Latinas 2 (2004)
- News Girl (2004)
- No Cum Dodging Allowed 3 (2004)
- No Swallowing Allowed 2 (2004)
- Nurses in Paradise (2004)
- Pandora Dreams AKA Filthy Whore (2004)
- Passion Of The Ass 1 (2004)
- Passion Of The Ass 2 (2004)
- Passion Of The Ass 3 (2004)
- Photographic Mammaries 1 (2004)
- Photographic Mammaries 2 (2004)
- Photographic Mammaries 3 (2004)
- Plastic Penetrations (2004)
- Private Life of Sandra Iron (2004)
- Private Life of Stacy Silver (2004)
- Private Story Of Sarah O'Neal (2004)
- Private Thrills (2004)
- Private Xtreme 13: A Woman's Ass is a Beautiful Thing (2004)
- Private Xtreme 14: Anal Love Stories (2004)
- Raw and Uncut Berlin (2004)
- Sex Lies And Internet (2004)
- Sextet (2004)
- Sexy Euro Girls 1 (2004)
- Sexy Euro Girls 2 (2004)
- Sinful Asians 3 (2004)
- Six Pack (2004)
- Size Queens 1 (2004)
- South Of The Border 2 (2004)
- Sperm Smiles 1 (2004)
- Sport Fucking 3 (2004)
- Steve Holmes' Perversions 1 (2004)
- Steve Holmes' Super Sluts (2004)
- Stick It 2 (2004)
- Straight A Student (2004)
- Stuffin' Young Muffins 1 (2004)
- Suck Fuck Swallow 1 (2004)
- Swallow My Pride 4 (2004)
- Sweet Cheeks 5 (2004)
- Taste Her Ass 1 (2004)
- Teen Cum Squad 2 (2004)
- Teenage Spermaholics 1 (2004)
- Teens With Tits 2 (2004)
- Ten Little Piggies 3 (2004)
- Ten Little Piggies 5 (2004)
- Three's Cumpany (2004)
- Tournante 2 (2004)
- Turiste del Cazzo (2004)
- Ultimate Asses 3 (2004)
- Ultimate Asses 4 (2004)
- Un-natural Sex 12 (2004)
- V-eight 12 (2004)
- Whore Next Door (2004)
- Women of Color 7 (2004)
- Young Tight Latinas 6 (2004)
- 20 Pages and Hot Chicks (2005)
- A2M 8 (2005)
- Amazing POV Sluts 1 (2005)
- Amazing POV Sluts 2 (2005)
- Anal Cavity Search 1 (2005)
- Anal Driller 7 (2005)
- Anal Driller 8 (2005)
- Anal Excursions 3 (2005)
- Anal Excursions 4 (2005)
- Anal POV Sluts 1 (2005)
- Anal POV Sluts 2 (2005)
- Anal Romance 2 (2005)
- Anal School 2 (2005)
- Ass Lickers 5 (2005)
- Ass Obsessed 4 (2005)
- Ass Pounders 4 (2005)
- Ass Pounders 5 (2005)
- Ass Wreckage 3 (2005)
- Assault That Ass 6 (2005)
- Assault That Ass 8 (2005)
- Baker's Dozen 4 (2005)
- Baker's Dozen 6 (2005)
- Bell Bottoms 3 (2005)
- Big Natural Tits 14 (2005)
- Big Tit Anal Whores 1 (2005)
- Bigger Is Better: Monster Cocks (2005)
- Butt Gallery 4 (2005)
- Christoph's Beautiful Girls 21 (2005)
- Cream Filled Chocolate Holes 1 (2005)
- Cum Filled Asshole Overload 2 (2005)
- Cum Guzzlers 3 (2005)
- Cum Guzzlers 4 (2005)
- Cum In My Ass Not In My Mouth 4 (2005)
- Cum Oozing Holes 1 (2005)
- Cum Oozing Holes 2 (2005)
- Cum Stained Casting Couch 2 (2005)
- Cum Stained Casting Couch 4 (2005)
- Cum Swapping Sluts 9 (2005)
- Cumshitters 1 (2005)
- Cunt Gushers 2 (2005)
- Day Without Whores (2005)
- Dirty Birds (2005)
- Double Fucked 2 (II) (2005)
- Double Penetration 2 (2005)
- Double Stuffed 6 (2005)
- Dual Invasion 2 (2005)
- Euro Sluts 7: Italian Bitch (2005)
- Farmer's Daughters Take it Off (2005)
- Feels Like Love (2005)
- First Class Euro Sluts 5 (2005)
- Fuck Dolls 4 (2005)
- Full Anal Access 5 (2005)
- Fully Loaded 2 (2005)
- Fully Loaded 3 (2005)
- Gag On This (2005)
- Good Source Of Iron 5 (2005)
- Hate: A Love Story (2005)
- Hot Ass Latinas 3 (2005)
- Image Of Sex (2005)
- Initiations 16 (2005)
- Intensities In 10 Cities 2 (2005)
- Internal Violations 5 (2005)
- Jailbait 1 (2005)
- Jailbait 2 (2005)
- Lauren Phoenix AKA Filthy Whore (2005)
- Look What's Up My Ass 7 (2005)
- Lusty Legs 4 (2005)
- Lusty Legs 5 (2005)
- Me Luv U Long Time 7 (2005)
- My Hero (2005)
- Nasty Sluts Who Love It In Their Ass (2005)
- Neo Pornographia 2 (2005)
- New Trix 4 (2005)
- No Cum Dodging Allowed 5 (2005)
- O Ring Blowout (2005)
- Papa Holmes' Little Girls (2005)
- Passion Of The Ass 5 (2005)
- Peccati Carnali (2005)
- Perversions 2 (2005)
- Photographic Mammaries 4 (2005)
- Private Life of Cristina Bella (2005)
- Private Penthouse Greatest Moments 3 (2005)
- Private Story Of Lucy Lee (2005)
- Pub Einsame Herzen (2005)
- Sex And Groping (2005)
- Sex Fiends 2 (2005)
- She Bangs (2005)
- Size Queens 2 (2005)
- Sloppy Seconds 1 (2005)
- Sore Throat (2005)
- Sport Fucking 4 (2005)
- Spread 'Em Wide 3 (2005)
- Spread My Ass 2 (2005)
- Swallow My Pride 6 (2005)
- Swallow The Leader 2 (2005)
- Taste Her Ass 2 (2005)
- Tear Me A New One 1 (2005)
- Teen Cum Squad 3 (2005)
- Teen Fuck Holes 1 (2005)
- Teenage Spermaholics 3 (2005)
- Teens Cumming Of Age 1 (2005)
- V-eight 13 (2005)
- Vouyer Vision 2 (2005)
- Young Ripe Mellons 7 (2005)
- Young Tight Latinas 8 (2005)
- 110% Natural 9 (2006)
- 2 Donne X 1 Uomo 4 (2006)
- All Star Anal (2006)
- All You Can Eat 3 (2006)
- Amazing POV Sluts 3 (2006)
- Amazing POV Sluts 4 (2006)
- Amazing POV Sluts 5 (2006)
- Anal Aristocrats 2 (2006)
- Anal Cavity Search 2 (2006)
- Anal Driller 10 (2006)
- Anal Driller 9 (2006)
- Anal Excursions 5 (2006)
- Anal Extremes 1 (2006)
- Anal Romance 3 (2006)
- Anal Violation 2 (2006)
- Anal-Projekt (2006)
- Angel Perverse 3 (2006)
- Aphrodisiac (2006)
- Apple Bottomz 2 (2006)
- Are You a Buttman (2006)
- Art Of Ass 5 (2006)
- Ass Cream Pies 9 (2006)
- Ass Jazz 5 (2006)
- Ass Pounders 6 (2006)
- Ass Takers 2 (2006)
- Ass Wide Open 9 (2006)
- Asstravaganza 2 (2006)
- Baker's Dozen 9 (2006)
- Bamboline (2006)
- Between The Cheeks (2006)
- Big Cocks In Her Little Box 3 (2006)
- Big Natural Breasts 5 (2006)
- Big Natural Tits 15 (2006)
- Big Natural Tits 16 (2006)
- Black and White (2006)
- Bodacious Boobies 1 (2006)
- Boobaholics Anonymous 2 (2006)
- Butt Bitches (2006)
- Butt Gallery 5 (2006)
- Butt Gallery 6 (2006)
- Canadian Beaver 1 (2006)
- Cherry Bomb 4 (2006)
- Cock Starved 2 (2006)
- Cock Starved 3 (2006)
- Corruption (2006)
- Crack Her Jack 6 (2006)
- Craving Big Cocks 13 (2006)
- Craving Big Cocks 14 (2006)
- Creamy On The Inside (2006)
- Cum Fart Cocktails 4 (2006)
- Cum Guzzlers 5 (2006)
- Cum Guzzlers 6 (2006)
- Cum Hungry Leave Full 2 (2006)
- Cum Sucking Whore Named Katsumi (2006)
- Da Vinci Load 1 (2006)
- Dirt Pipe Milkshakes 1 (2006)
- Dirty Little Stories 1 (2006)
- Domination Zone 1 (2006)
- Double Anal Divas (2006)
- Double Anal Drill Team 1 (2006)
- Double Anal Drill Team 3 (2006)
- Double Anal Drill Team 4 (2006)
- Down The Hatch 18 (2006)
- Down The Hatch 20 (2006)
- Down The Hatch 21 (2006)
- Drunk Sex Orgy: Bangsta's Paradise (2006)
- Drunk Sex Orgy: Porno Pop (2006)
- Erotica XXX 13 (2006)
- Euro Domination 9 (2006)
- Evil Anal 1 (2006)
- Evilution 2 (2006)
- Filth And Fury 1 (2006)
- Filthy 1 (2006)
- First Class Euro Sluts 6 (2006)
- Flesh Hunter 9 (2006)
- Fresh Jugs 4 (2006)
- Freshly Fucked 2 (2006)
- Gangbang Auditions 19 (2006)
- Gangbangers Ball (2006)
- Goo 4 Two 4 (2006)
- Greatest Cum Sluts Ever (2006)
- Gush (2006)
- Hand to Mouth 4 (2006)
- Her First Monster Dick 1 (2006)
- I Love Katsumi (2006)
- Illegal Ass 1 (2006)
- Initiations 18 (2006)
- Innocent Until Proven Filthy 1 (2006)
- Jailbait 3 (2006)
- Jam Packed Assholes (2006)
- Lewd Conduct 29 (2006)
- Liquid Ass-sets 1 (2006)
- Look What's Up My Ass 8 (2006)
- Look What's Up My Ass 9 (2006)
- Meet The Fuckers 3 (2006)
- Mouth 2 Mouth 5 (2006)
- Mouth 2 Mouth 7 (2006)
- Mouth 2 Mouth 8 (2006)
- New Whores On The Block 2 (2006)
- No Cum Dodging Allowed 7 (2006)
- No Swallowing Allowed 8 (2006)
- Nylon-Spiele (2006)
- Obsession (2006)
- Open For Anal 2 (2006)
- Outnumbered 4 (2006)
- Overflowing Assholes 1 (2006)
- Passion Of The Ass 6 (2006)
- Penetration 10 (2006)
- Photographic Mammaries 5 (2006)
- Pole Position POV 1 (2006)
- Rich Little Bitch (2006)
- Rocco's Nasty Tails 5 (2006)
- Romantic Rectal Reaming 1 (2006)
- Salieri Football 1: Il Vizio Del Presidente (2006)
- Salieri Football 2: La Febbre Del Tradimento (2006)
- Salieri Football 3: Il Tramonto Di Un Sogno (2006)
- Salieri Football 4: Inside Salieri Football (2006)
- Scandal (2006)
- Secretary's Day 1 (2006)
- Semen Sippers 5 (2006)
- Service Animals 24 (2006)
- Sex Fest (2006)
- Share The Load 4 (2006)
- Sloppy Seconds 2 (2006)
- Slut Puppies 2 (2006)
- Slutty and Sluttier 1 (2006)
- Snatch (2006)
- Spring Chickens 15 (2006)
- Sugar Butt (2006)
- Super Naturals 5 (2006)
- Swallow The Leader 4 (2006)
- Sweet Cream Pies 2 (2006)
- Tap That Ass White Boy 1 (2006)
- Tear Me A New One 3 (2006)
- Teenage Heartbreakers 1 (2006)
- Teenage Jizz Junkies 3 (2006)
- Ten Little Piggies 9 (2006)
- This Butt's 4 U 2 (2006)
- Un-natural Sex 17 (2006)
- Un-natural Sex 19 (2006)
- Voyeur 32 (2006)
- Weapons Of Ass Destruction 5 (2006)
- When Cock is Not Enough (2006)
- Wrecking Crew (2006)
- Young Girls With Big Tits 7 (2006)
- 2 Dicks 1 Hole 2 (2007)
- 2 Heads R Better Than 1 2 (2007)
- 2 Uomini per 1 Donna 2 (2007)
- 2 Uomini per 1 Donna 3 (2007)
- A Sperm-Load A Day 1 (2007)
- All In (2007)
- All-Time Best XXX (2007)
- American Teen Idols (2007)
- Anal Cavity Search 3 (2007)
- Anal Gate 3: Gaping Girls (2007)
- Angel Perverse 6 (2007)
- Angel Perverse 8 (2007)
- Apple Bottomz 4 (2007)
- Art Of Ass 6 (2007)
- Art Of The Cumfart 1 (2007)
- Ass Invaders 1 (2007)
- Ass Invaders 2 (II) (2007)
- Ass Pounders 7 (2007)
- Belladonna's Odd Jobs 1 (2007)
- Bent Over Babes (2007)
- Big Natural Breasts 10 (2007)
- Big Natural Breasts 9 (2007)
- Boobaholics Anonymous 3 (2007)
- Boobstravaganza 6 (2007)
- Bring Your A Game 3 (2007)
- Buttworx (2007)
- Cheek Freaks 1 (2007)
- Cheek Freaks 2 (2007)
- Cheek Freaks 4 (2007)
- Crack Addict 7 (2007)
- Crack Her Jack 9 (2007)
- Creamery (2007)
- Creamy Stinkstars (2007)
- Cum In My Ass Not In My Mouth 5 (2007)
- Cum Sucking Whore Named Luci Thai (2007)
- Da Vinci Load 2 (2007)
- Deeper 7 (2007)
- Dietro da Impazzire 10 (2007)
- Double Anal Drill Team 2 (2007)
- Double Vaginal Surprise (2007)
- Down The Hatch 22 (2007)
- Dressed to Fuck 1 (2007)
- Dressed to Fuck 3 (2007)
- Elastic Assholes 5 (2007)
- Eurozotic (2007)
- Evil Anal 3 (2007)
- Evil Anal 4 (2007)
- Face Time (2007)
- Fantasmes de la Presidente (2007)
- Farmer's Filthy Li'l Daughter 1 (2007)
- Fashionistas Safado: Berlin (2007)
- Filled To The Rim 4 (2007)
- Flesh Hunter 10 (2007)
- Fresh Jugs 5 (2007)
- Fresh Meat 22 (2007)
- Fuck It Like It's Hot (2007)
- Gangbang Girl 37 (2007)
- Goo 4 Two 5 (2007)
- Her First Monster Dick 2 (2007)
- In Arsch und Fotze (2007)
- Innocence Lost (2007)
- Innocent Until Proven Filthy 2 (2007)
- Internal Cumbustion 10 (2007)
- Internal Cumbustion 11 (2007)
- It's a Daddy Thing 3 (2007)
- Jailbait 4 (2007)
- Jana Bach: Living Hardcore (2007)
- Jazz Duro's Big Butt Slutz 2 (2007)
- Jenny Hendrix Anal Experience (2007)
- Lewd Conduct 30 (2007)
- Look What's Up My Ass 10 (2007)
- Mamasans: The Asian MILF Movie (2007)
- MILF Bonanza 4 (2007)
- MMV Mega Stars (2007)
- Monster Meat 2 (2007)
- Nasty Intentions 1 (2007)
- Naturally Yours 2 (2007)
- Naughty College School Girls 41 (2007)
- No Mercy 4 (2007)
- No Swallowing Allowed 12 (2007)
- Nothing Butt Fun 1 (2007)
- Nylons 2 (2007)
- Passion Of The Ass 7 (2007)
- Pump My Ass Full Of Cum 1 (2007)
- Racial Tension 2 (2007)
- Romancing The Ass 1 (2007)
- Romancing The Ass 2 (2007)
- Romanian Angels (2007)
- Romantic Rectal Reaming 3 (2007)
- Russian Angels (2007)
- Scent of a Girl (2007)
- Semen Sippers 6 (2007)
- Sexual Rage 1 (2007)
- Slime Ballin' 1 (2007)
- Slime Ballin' 2 (2007)
- Slutty and Sluttier 2 (2007)
- Slutty and Sluttier 3 (2007)
- Slutty and Sluttier 4 (2007)
- Sperm Drains (2007)
- Spring Chickens 18 (2007)
- Steve Holmes' Nasty POV 1 (2007)
- Steve Holmes Sexy Girls (2007)
- Suck Me Dry (2007)
- Tamed Teens 3 (2007)
- Total Ass Wreckage (2007)
- Un-Natural Sex 20 (2007)
- Up'r Class 5 (2007)
- Vedova della Camorra (2007)
- Waist Watchers 2 (2007)
- We All Scream For Ass Cream 2 (2007)
- Yellow Fever 2 (2007)
- A Sperm-Load A Day 2 (2008)
- Anal Cavity Search 4 (2008)
- Anal Excursions 6 (2008)
- Anal Gate 4: Anal Addicts (2008)
- Angel Perverse 9 (2008)
- Annette Schwarz is Slutwoman 2 (2008)
- Ashlynn and Friends 5 (2008)
- Ashlynn Goes To College 3 (2008)
- Asian Fever 35 (2008)
- Asian Sex Dolls (2008)
- Assassin 5 (2008)
- Belladonna: Manhandled 3 (2008)
- Belladonna's Cock Pigs 1 (2008)
- Big Loves 3 (2008)
- Big Natural Tits 20 (2008)
- Big Natural Tits 21 (2008)
- Big Naturals 8 (2008)
- Big Wet Asses 13 (2008)
- Butthole Whores 2 (2008)
- Carolina Jones and the Broken Covenant (2008)
- Cheek Freaks 6 (2008)
- Cindy Hope is Fresh on Cock (2008)
- Cock Pit 1 (2008)
- Cock Pit 2 (2008)
- Creamery 4 (2008)
- Cum Sucking Whore Named Jasmine Byrne (2008)
- Deliveries in the Rear 2 (2008)
- Discovering Alexis Texas (2008)
- Double Penetration 5 (2008)
- Down The Hatch 23 (2008)
- Dressed to Fuck 4 (2008)
- Elastic Assholes 6 (2008)
- Elastic Assholes 7 (2008)
- Euro Babes Gone Wild 2 (2008)
- Evil Anal 5 (2008)
- Evil Anal 6 (2008)
- Farmer's Filthy Li'l Daughter 2 (2008)
- Filled To The Rim 6 (2008)
- Fillin' Both Holes (2008)
- Filthy Old Men 2 (2008)
- Fresh Outta High School 10 (2008)
- Fresh Outta High School 8 (2008)
- Fresh Outta High School 9 (2008)
- Fuck Dolls 10 (2008)
- Getting All A's 4 (2008)
- Heavy Loads 1 (2008)
- Hookers and Blow 3 (2008)
- I Love Ashlynn 1 (2008)
- I Love Young Girls 4 (2008)
- Innocent Until Proven Filthy 3 (2008)
- Internal Damnation 1 (2008)
- Invasian 3 (2008)
- Jailbait 5 (2008)
- Life Of Sabrina Rose (2008)
- Life Of Tiffany (2008)
- MILF Has a Body Good (2008)
- Mom's Cream Pie 3 (2008)
- Monster Curves 1 (2008)
- Monster Curves 2 (2008)
- Monster Dicks In Young Chicks (2008)
- Mundo Perro 1 (2008)
- Nasty Intentions 2 (2008)
- Naturally Yours 3 (2008)
- Naughty College School Girls 51 (2008)
- No Swallowing Allowed 13 (2008)
- Nothing Butt Fun 2 (2008)
- Oil Overload 1 (2008)
- Oil Overload 2 (2008)
- Oil Rigs (2008)
- Perverted Planet 1 (2008)
- Perverted Planet 3 (2008)
- Private Fetish 2: Nylon Nymphomania (2008)
- Pure Sextacy 3 (2008)
- Rachel's Choice (2008)
- Rocco's Obsession with Teen Supersluts 3 (2008)
- RockAand Roll In My Butthole 1 (2008)
- Rudolfs: Friss den Kolben (2008)
- Schoolgirl POV 3 (2008)
- Segretaria (2008)
- Sexual Rage 2 (2008)
- She Is Half My Age 3 (2008)
- She Is Half My Age 4 (2008)
- She Is Half My Age 5 (2008)
- She Is Half My Age 6 (2008)
- She's Cumming 2 (2008)
- Slutty and Sluttier 5 (2008)
- Slutty and Sluttier 6 (2008)
- Slutty and Sluttier 7 (2008)
- Super Naturals 9 (2008)
- Sweet Cream Pies 4 (2008)
- Swimsuit Calendar Girls 1 (2008)
- Teen Cream (2008)
- Viziose (2008)
- Waist Watchers 3 (2008)
- What An Ass 5 (2008)
- Whore Within Me (2008)
- World Class Ass 5 (2008)
- XOXO Joanna Angel (2008)
- Anal Cavity Search 7 (2009)
- Anal Extreme (2009)
- Anal Integrity (2009)
- Angel Perverse 10 (2009)
- Apprentass 10 (2009)
- Art Of The Cumfart 2 (2009)
- Ass Titans 2 (2009)
- Ass Titans 3 (2009)
- Ass Trap 2 (2009)
- Ass Wide Open (2009)
- Ass Worship 11 (2009)
- Asstravaganza 11 (2009)
- Attack of the Great White Ass (2009)
- Bad Girls with a Juicy Pussy (2009)
- Battle of the Sluts 3: Bobbi Starr vs Annette Schwarz (2009)
- Best of Incumming (2009)
- Best of No Swallowing Allowed (2009)
- Big Natural Tits 22 (2009)
- Big Wet Asses 16 (2009)
- Bobbi Starr and Dana DeArmond's Insatiable Voyage (2009)
- Bobbi Violates Europe (2009)
- Boob Bangers 6 (2009)
- Boobaholics Anonymous 5 (2009)
- Bounce 2 (2009)
- Breast Meat 2 (2009)
- Busty Cops On Patrol (2009)
- Centerfolds Exposed (2009)
- Cream Team 3 (2009)
- Cumstains 10 (2009)
- Deep Anal Abyss 2 (2009)
- Dirty Rotten Mother Fuckers 3 (2009)
- Doppelt gestopfte Rosetten (2009)
- Double Time (2009)
- Double Vag Attack 4 (2009)
- Elastic Assholes 8 (2009)
- Erik Everhard's Buttholes and B-Sides (2009)
- Evil Anal 9 (2009)
- Flat Out Fucking (2009)
- Fuck Face (2009)
- Fuck Me In The Bathroom 3 (2009)
- Gape Em All 1 (2009)
- Graphic DP 1 (2009)
- Joanna Angel and James Deen's European Vacation (2009)
- Long Shlongs 2 (2009)
- Magical Threesome Adventure Experience (2009)
- Make Me Cum (2009)
- Manuel Ferrara Unleashed (2009)
- Oil Overload 3 (2009)
- Peep Show 4 (2009)
- Performers of the Year 2009 (2009)
- Perverted Planet 4 (2009)
- Rocco: Animal Trainer 27 (2009)
- Russian Angels 2 (2009)
- Sadie and Friends 3 (2009)
- She Is Half My Age 8 (2009)
- Slutty and Sluttier 9 (2009)
- Solo X Mio Figlio (2009)
- Teenage Spermaholics 6 (2009)
- There Will Be Cum 5 (2009)
- This Butt's 4 U 5: Crack Addictz (2009)
- Too Big for Teens 1 (2009)
- Too Small To Take It All 1 (2009)
- Tunnel Butts 3 (2009)
- Voyeur 36 (2009)
- Watch Your Back 3 (2009)
- Watch Your Back 4 (2009)
- A White Guy's Ebony Addiction (2010)
- All About Jasmine (2010)
- Backdoor Entry 1 (2010)
- Bad Girls 5 (2010)
- Band of Bastards 1 (2010)
- Best By Private 131: 8 Teens Take It Up The Ass (2010)
- Big Boobs Power (2010)
- Big Fucking Assholes 2 (2010)
- Big Lebowski: A XXX Parody (2010)
- Big Tit Crackers (2010)
- Big Tits Round Asses 18 (2010)
- Boob Bangers 7 (2010)
- Boobaholics Anonymous 6 (2010)
- Bra Busters 1 (2010)
- Creampied Cheerleaders 2 (2010)
- Delicious Young Girls 2 (2010)
- Doctor 1 (2010)
- Doctor 2 (2010)
- Fresh Picked (2010)
- Fuck Sasha Grey (2010)
- Gape Lessons (2010)
- Go Big Or Go Home (2010)
- Kittens Club 2 (2010)
- Letter A Is For Asshole (2010)
- Macbeth (2010)
- Mike John's Sperm Overload 3 (2010)
- Natural Big 'Uns (2010)
- New Pussy for the Crushin' 1 (2010)
- Outnumbered 5 (2010)
- Phat Bottom Girls 3 (2010)
- Pornstar Superheroes (2010)
- Pretty As They Cum 2 (2010)
- She Is Half My Age 13 (2010)
- She's the Boss 2 (2010)
- Swimsuit Calendar Girls 4 (2010)
- Teen Gasms (2010)
- Teeny Bikini Babes (2010)
- Tori Black: Nymphomaniac (2010)
- Trophy Wives (2010)
- 2 In The Hole (2011)
- All Internal 15 (2011)
- All Internal 16 (2011)
- Allie Haze: True Sex (2011)
- Anal Deliveries 2 (2011)
- Anal Fanatic 2 (2011)
- Anal Farm Girls (2011)
- Angel Perverse 21 (2011)
- Ass Mounted (2011)
- Ass-ploration (2011)
- Bad Girls 6 (2011)
- Band of Bastards 2 (2011)
- Belladonna's Test Subjects (2011)
- Bra Busters 2 (2011)
- Bush 1 (2011)
- Cuties 2 (2011)
- Dirty Blondes (2011)
- Double Anal Pounding (2011)
- Dude, I Banged Your Mother 4 (2011)
- DXK (2011)
- Enormous Titties (2011)
- Evil Anal 13 (2011)
- Graphic DP 3 (2011)
- Hose Monster 1 (2011)
- Hose Monster 2 (2011)
- Hot Anal Injection 1 (2011)
- Innocent Until Proven Filthy 9 (2011)
- Joanna Angel: Ass-Fucked (2011)
- Live Gonzo 2 (2011)
- Lo Voglio Nero e Grosso (2011)
- MILF Thing 7 (2011)
- Panty Hoes 9 (2011)
- Perry's DP's 1 (2011)
- Prison Girls (2011)
- Public Disgrace: Shocked in the Street (2011)
- Rough Sex 3: Adrianna's Dangerous Mind (2011)
- Sasha Grey and Friends 1 (2011)
- Savanna Samson Is the Masseuse (2011)
- Stripper Grams (2011)
- Trained Teens 4 (2011)
- U.S. Sluts 1 (2011)
- Ultimate Fuck Toy: Amia Miley (2011)
- Anal Academy (2012)
- Anal Boot Camp (2012)
- Anal Invitation (2012)
- Asa Akira To the Limit (2012)
- Ass Factor 1 (2012)
- Ass Parade 38 (2012)
- Bust Lust 3 (2012)
- Busty Construction Girls (2012)
- DP Fanatic (2012)
- Evil Anal 15 (2012)
- Flesh Hunter 11 (2012)
- For Rent (2012)
- Gapeland (2012)
- Glamour Dolls 7 (2012)
- High Class Ass 2 (2012)
- Initiation of Anissa Kate (2012)
- Jailbait 9 (2012)
- Liebesgrusse aus St. Petersburg 1 (2012)
- Lisa Ann Fantasy Girl (2012)
- Losing Kayden (2012)
- Love Hurts 1 (2012)
- Love Hurts 2 (2012)
- More Cola Please (2012)
- Oil Overload 6 (2012)
- Orgasm (2012)
- Party della Depravazione (2012)
- Perry's DPs 4 (2012)
- Phat Bottom Girls 6 (2012)
- Pornography (2012)
- Pornstar Power (2012)
- Pump My Ass Full Of Cum 3 (2012)
- Rocco's World (2012)
- Sexcapades (2012)
- Sexual Tension: Raw and Uncut (2012)
- Slut Puppies 6 (2012)
- Slutty and Sluttier 17 (2012)
- Swimsuit Calendar Girls 2012 (2012)
- Voracious (2012)
- Youth Going Wild (2012)
- Hose Monster 5 (2013)
- Steve Holmes' German POV 1 (2013)
- Hired Guns Giant Cock Superstars: Steve Holmes
- Steve Holmes And His 15 Inch Cock
- SuperCocks of Porn! 6: Steve Holmes

- La ciociara (film 2017) di Mario Salieri (2017)

### Regista
- Euro Girls Never Say No 1 (2003)
- Euro Girls Never Say No 2 (2003)
- Euro Girls Never Say No 3 (2003)
- Pussy is Not Enough (2003)
- Pussy is Not Enough 2 (2003)
- Anal Cum Addicts (2004)
- Anal Romance 1 (2004)
- Cum Guzzlers 1 (2004)
- Cum Guzzlers 2 (2004)
- Sexy Euro Girls 1 (2004)
- Sexy Euro Girls 2 (2004)
- Steve Holmes' Perversions 1 (2004)
- Steve Holmes' Super Sluts (2004)
- Amazing POV Sluts 1 (2005)
- Amazing POV Sluts 2 (2005)
- Anal POV Sluts 1 (2005)
- Anal POV Sluts 2 (2005)
- Anal Romance 2 (2005)
- Cum Guzzlers 3 (2005)
- Cum Guzzlers 4 (2005)
- Papa Holmes' Little Girls (2005)
- Perversions 2 (2005)
- Amazing POV Sluts 3 (2006)
- Amazing POV Sluts 4 (2006)
- Amazing POV Sluts 5 (2006)
- Anal Romance 3 (2006)
- Cum Guzzlers 5 (2006)
- Cum Guzzlers 6 (2006)
- Nothing Butt Fun 1 (2007)
- Romancing The Ass 1 (2007)
- Romancing The Ass 2 (2007)
- Steve Holmes' Nasty POV 1 (2007)
- Suck Me Dry (2007)
- Nothing Butt Fun 2 (2008)
- Graphic DP 1 (2009)
- All About Jasmine (2010)
- Anal Farm Girls (2011)
- Liebesgrusse aus St. Petersburg 1 (2012)
- Sexcapades (2012)
- Steve Holmes' German POV 1 (2013)